# 13ゴースト
『13ゴースト』（サーティーン・ゴースト、Thir13en Ghosts）は、2001年のホラー映画。アメリカ・カナダ合作。『13ゴースト』（1960）のリメイク作品。ダーク・キャッスル・エンターテインメント制作第2弾。

## ストーリー
大富豪のサイラス・クリティコス（F・マーリー・エイブラハム）が事故で死亡した。遺産を相続することになった甥のアーサー・クリティコス（トニー・シャルーブ）は、半年前に火災で家と妻を亡くしたばかりだった。アーサーと子供のキャシー（シャノン・エリザベス）とボビー（アレック・ロバーツ）、そして子供の面倒をみているマギー（ラー・ディッガ）は、サイラスの不動産を管理する弁護士ベン・モス（JR・ボーン）とともに、アーサーが譲り受けることになった豪邸を訪れた。ちょうどそこに現れた電気工事技師を名乗る男デニス・ラフキン（マシュー・リラード）とともに、全員は屋敷に入るが、屋敷内には生前にサイラスが霊能者で協力者であったラフキンとともに全米各地で狩り集め封じこめたゴーストたちが潜んでいるのだった。

## 作品データ
- 原題：Thir13en Ghosts
- 制作：ダーク・キャッスル・エンターテインメント
- 全米配給：ワーナー・ブラザース、コロンビア・ピクチャーズ共同配給
- 日本配給：ソニー・ピクチャーズ エンタテインメント
- 配給協力：メディアボックス
- MPAA：Rated R for horror violence/gore, nudity and some language.
- 映倫：一般（全年齢）
- 日本語字幕：岡田壮平

## スタッフ
- 監督：スティーヴ・ベック
- 原案：ロブ・ホワイト
- 脚本：ニール・マーシャル・スティーヴンス
- 製作：ロバート・ゼメキス、ジョエル・シルバー、ギルバート・アドラー
- 製作総指揮：ダン・クラッチオロ、スティーヴ・リチャーズ
- 共同製作：テリー・キャッスル、リチャード・ミリッシュ
- 音楽：ジョン・フリッゼル
- 歌：トリッキー "Excess"
- 撮影：ゲイル・タッターサル
- 追加撮影：ロバート・マクラクラン
- 編集：デレク・ブリーキン、オマー・ダヘル、エドワード・Ａ・ウォーシルカ
- プロダクション・デザイン：ショーン・ハーグリーヴス
- 美術：ティム・ビーチ、ドン・マコーレー
- セット：ドミニク・フォークエット・ルメートル
- 衣装：ジェニー・ガレット
- 特殊メイク監修：KNB EFX
- 特殊メイク：KNB EFX、ノーマン・カブレラ、ドン・ラニング、ビル・テレツァキス、他
- 特殊効果コーディネーター：チャールズ・ベラルディネリ、テリー･サンダーホフ
- 特殊効果：ディロン・アーミテイジ、マイク・ダフ、ジム・フィッシャー
- 視覚効果監修：ダン・グラス
- 視覚効果：キャロライン・l・キャメロン、ローザ・リン、ビョルン・ジップリッチ、シネサイト、マネックス・ビジュアル・エフェクツ、他
- キャスティング：クリスティーン・シークス

## キャスト
（左から役名、キャスト、吹き替え声優）
- アーサー・クリティコス：トニー・シャルーブ（岩崎ひろし）
- カリーナ：エンベス・デイヴィッツ （山像かおり）
- デニス・ラフキン： マシュー・リラード（藤原啓治）
- キャシー・クリティコス：シャノン・エリザベス（本田貴子）
- サイラス・クリティコス：F・マーリー・エイブラハム（立川三貴）
- マギー：ラー・ディッガ （喜田あゆ美）
- ベン・モス：JR・ボーン
- ボビー・クリティコス：アレック・ロバーツ（南央美）
- ロイス・クレイトン：クレイグ・オレジニク
- その他の声の吹き替え：加藤亮夫／磯西真喜／長克巳／佐藤晴男／木村雅史／隈本吉成／水野光太／飯田浩志／細野雅世

## 12人のゴースト
- DVDの映像特典では本編に登場したゴーストたちの詳しいプロフィールが見られる。

1：跡取り息子
頭に矢が刺さった少年の幽霊。生前の名前はビリー・マイケルズ。西部劇が大好きなわんぱく少年だったが、本物の弓矢を使ったカウボーイごっこの最中、矢が頭に突き刺さって死亡した。幽霊になった後は手斧を携えているが、劇中人間を襲う描写はない。
2：トルソ
下半身と首が切り落とされた幽霊。生前の名前はジミー・ガンビーノ。ブックメーカーの家に生まれ、幼い頃から賭け事に触れて育ったギャンブル中毒者だったが、賭けで身を滅ぼし、殺された。ジミーの遺体はバラバラに切断され、セロハンに包まれて海に捨てられたため、幽霊になった後も死体はバラバラのままである。
3：呪縛の女
ドレス姿の少女の幽霊。生前の名前はスーザン・レグロウ。浮気癖のあるプレイガールだったが、浮気の現場を彼氏に見つかり、プロムの晩に浮気相手ともども彼氏に殺された。死因は絞殺。そのためか、幽霊となった後も首にネクタイが巻きついている。
4：悲しむ妻
身体の半分が火傷痕に包まれた婦人の幽霊。生前の名前はジーン・クリスティコスで、物語の半年前に火災で死亡したアーサーの妻である。ジーンは病院で死亡したため、患者用ガウンを着て点滴台を持った姿で現れている。
5：無念の王子
スタジアムジャンパーを着た若者の幽霊。生前の名前はロイス・クレイトン。1940年生まれ。将来有望なスラッガーだったが、ドラッグレースに挑戦して事故死した。幽霊になった後はバットを武器にしている。
6：怒りの王女
全身に切り傷がある裸の女性の幽霊。生前の名前はダナ・ニューマン。生まれついての美人だったが自覚がなく、口汚い彼氏から浴びせられた容姿に関する罵声を真に受けて自己嫌悪に陥っていた。美を求めて美容外科で働き、給料の代わりに整形手術を受けるようになるも、自分自身で行った手術に失敗して左目を失明。美を追い求めるのを諦め、バスタブで手首を切り自殺した。幽霊になった後は包丁を武器にしている。
7：巡礼の女
晒し台にかけられた女性の幽霊。生前の名前はイザベラ・スミス。身寄りがなく、1675年ニューイングランドへ単身渡るも、先に入植していた町民たちはイザベラのようなよそ者を歓迎せず、町の牧師から「伝染病をもたらす魔女」とあらぬ疑いをかけられ、処刑されてしまった。一度は火刑から奇跡的に無傷で生還するも、二度目の奇跡は起こらず、晒し台にかけられたまま餓死した。そのため、まだ首と腕が拘束具で固定されている。
8：巨大児
おむつを履き、前掛けをした肥満体型の大男の幽霊。生前の名前はハロルド・シェルバーン。後述の陰惨な母ことマーガレット・シェルバーンは実母で、彼女に極度に甘やかされて育ったため、おむつが生涯外せなかった。マーガレットと共に見世物小屋の芸人としてサーカスで働いていたが、ある晩、マーガレットが一座の人間によって殺された事を知り、犯人たちを斧で惨殺。その後、ハロルドはサーカスの人間によって始末された。幽霊になった後も常にマーガレットと一緒に居り、時折武器として斧を携えている。
9：陰惨な母
小人症の女性の幽霊。生前の名前はマーガレット・シェルバーン。見世物小屋の芸人として働いていたが、ある晩、同じ一座の「背の高い男」に犯されて身籠り、ハロルドを出産する。マーガレットはハロルドを溺愛して育てたが、一座はこの母子を良く思ってはおらず、マーガレットは一座の人間に拉致され絞殺された。幽霊になった後も常にハロルドと一緒に居り、世話を焼いている。
10：ハンマー
全身に釘を打たれた黒人の幽霊。生前の名前はジョージ・マークレー。1890年代、開拓地で鍛冶屋をしていたが、ギャングからの立ち退き命令を拒否したために、見せしめとして妻子を殺害されてしまう。怒り狂ったジョージは仕事道具の金槌で犯人を殴殺。ジョージは殺人犯として逮捕され、罰として手を切り落とされた上に全身に釘を打たれて処刑された。幽霊になった後は、金槌や自分の身体から抜いた釘を武器にしている。
11：ジャッカル
頭に檻を被せられた幽霊。生前の名前はライアン・クーン。1887年生まれ。異常性欲者で、夜な夜な女性を襲っていたため精神病院に入れられる。放っておけば爪で壁をかきむしるため常に拘束衣を着せられ、それでも暴れようとするため頭には更に檻が被せられた。その後しばらくは病棟の奥深くで唸り声を上げる生活が続いたが、病院の火災によって消失する。幽霊になった後は破れた拘束衣から飛び出した鋭い爪を武器にしている。かなり凶暴で、12体のゴーストを捕獲したデニスをして「最もタチが悪い霊」と言わしめている。
12：破壊者
身長2メートル超の大柄な幽霊。生前の名前はホレス・マホニー。幼少期に母親に捨てられ、父親と廃車の解体をして暮らしていたが、父の死を境に正気を失い、ヒッチハイカーやドライバーを廃車置場に連れ込み素手で引き裂くサイコキラーと化した。6名の犠牲者を出した所で捜査に引っかかり、取り押さえられるも抵抗して警官3名を殺害。最終的には警官隊によって射殺された。幽霊になった後も廃車置場で人知れず殺人を繰り返していた模様で、犠牲者は生前・死後併せて40名にものぼる。

## 反響
全米興行成績ランキング初登場第2位、その後4週連続でベスト10に喰らいついた。